# Ослон Михайло Володимирович
Михайло Володимирович Ослон (рос. Михаил Владимирович Ослон; 5 серпня 1979, Тула) — лінгвіст, дослідник, фахівець у галузі циганської мови та балто-слов'янської акцентології. Габілітований доктор, співробітник Інституту польської мови ПАН. Автор граматики келдерарського діалекту — найбільшого та повного на сьогодні опису циганської мови, а також кількох десятків наукових статей та мовних карт. Один із редакторів Енциклопедії слов'янських мов і мовознавства (ESLL, видавництво «Brill», головний редактор. Марк Л. Ґрінберг).

## Біографія
Михайло Ослон народився у Тулі, у підлітковому віці переїхав до Торонто, де здобув вищу освіту в Торонтському університеті. У 2009 році він захистив дисертацію «Акцентна система мови Ю. Крижанича» (науковий керівник  — акад. Дибо Володимир Антонович,  опоненти: акад. А. А. Зализняк та І. Б. Іткін) та здобув ступінь кандидата філологічних наук у Російському державному гуманітарному університеті.
З 2009 до 2013 працював у Інституті слов'янознавства РАН. У 2013 році переїхав до Львова, де займався вивченням ромських діалектів на території України. Під час свого перебування в Україні він створив єдиний на цей момент онлайн ресурс, присвячений дослідженню ромських діалектів в Україні — Rromanes. З 2020 року Михайло живе у Кракові, де здобув ступінь габілітованого доктора в Інституті польської мови ПАН і зараз працює науковим співробітником.  Автор граматики келдерарського діалекту, найбільшого та найповнішого граматичного опису ромської мови. Крім того, разом з К. Кожановим працює над створенням першого повного етимологічного словника ромської мови.
Наукові інтереси Михайла Ослона містять в собі дослідження слов'янських та балтійських мов, ромських діалектів, зокрема келдерарського, а також етимологію, акцентологію та індологію.

## Основні праці
Книги
- Ослон М. Язык котляров-молдовая. Грамматика кэлдэрарского диалекта цыганского языка в русскоязычном окружении — Москва: ЯСК, 2018. — 952 с.
- Ослон М., Кожанов К. Этимологический словарь цыганского языка (у роботі).

Статті
- Ослон М. The position of Romani in Indo-Aryan revisited // Romani Studies 5, Vol. 35, No. 1 (2025). С. 1–32.
- Ослон М. Ещё к вопросу о происхождении литовских инессива и иллатива // Славянское и балканское языкознание. Вып. 23. Балто-славянская компаративистика. Акцентология. Дальнее родство языков. Памяти Владимира Антоновича Дыбо. Отв. ред. С. Л. Николаев. М.: 2023.
- Ослон М. Ещё один довод в пользу восходящего контура праславянского старого акута // Jezikoslovni zapiski, 27 (2021), 1. С. 203–211.
- Mikhail Oslon. Über den Silbenakzent in Juraj Križanićs Dialekt // Slověne. 2012. № 2. С. 66–80.
- Ослон М. К описанию ударения старых полонизмов в украинском языке // Памяти В. М. Иллич-Свитыча: материалы круглого стола. М.: Институт славяноведения РАН, 2017.
- Ослон М. Отражение южнославянского *r в заимствованиях из старорумынского в цыганский. // Вопросы языкового родства / Journal of Language Relationship, 16/1 (2018).
- Mikhail Oslon. Reconstruction of Proto-Romani demonstratives // Romani Studies 5, Vol. 32, No. 2 (2022). С. 151-84.
- Ослон М. Распределение дифтонгов ei ~ ie в литовском языке // Baltistica VII priedas 2011. Proceedings of the 6th International Workshop on Balto-Slavic Accentology / Akten der 6. internationalen Arbeitstagung zur balto-slavischen Akzentologie / Доклады VI Международного семинара по балто-славянской акцентологии / VI Tarptautinio baltų ir slavų kalbų akcentologijos seminaro straipsnių rinkinys, red. Vytautas Rinkevičius, Vilnius, 2011. С. 133—170.
- Ослон М. Отражение древнеиндийского среднего рода в цыганском Journal of Language Relationship 8.1 (2012): 93-102.
- Mikhail Oslon. Jek puśimos la istorijaka fonetikako la kêldêraricko śibaki: le vokalongê źutengi e : ê aj i : î distribucîja (Одне питання історичної фонетики келдерарського діалекту циганської мови: розподіл пар голосних e : ǝ та i: y) // Kirill Kozhanov, Mikhail Oslon, Dieter W. Halwachs (ред.). Das amen godi pala Lev Čerenkov. Romani historija, čhib taj kultura. Graz: GLM, 2017. C. 325—338.
- Ослон М., Капович М. Удлинение гласных в говоре Юрия Крижанича в сопоставлении с чакавскими и кайкавскими данными // Славянское и балканское языкознание: Русистика. Славистика. Компаративистика. Сборник к 64-летию С. Л. Николаева. М.: Институт славяноведения РАН, 2019.
- Ослон М., Глаголева О. Болотов и другие: произношение фамилий в XVIII веке // Культура и быт дворянства в провинциальной России XVIII в. В 4-х тт. Т. 1. Провинциальное дворянство 2-й половины XVIII в. (Орловская и Тульская губернии). Словарь биографий. Под ред. О. Е. Глаголевой, И. Ширле. М.: Политическая энциклопедия, 2021. С. 242—252.
- Ослон М., Болотов С. Правило Лескина-Отрембского-Смочиньского и мнимые исключения из закона де Соссюра // Балто-славянские исследования XX. Москва, 2019. С. 55-91.
- Ослон М. О Неким особинама ромског нагласног система // IWoBA VIII: реферати VIII Међународног скупа о балтословенској акцентологији (Нови Сад 2012). Славистички зборник, нова серија, књига I. Нови Сад, 2014. С. 293—315.

## Відгуки
Кшиштоф Строньски: «Робота д-ра Ослона [Мова котляров-молдова…] — видатна, унікальна у світовому масштабі монографія. Окрім описового аспекту, особливо слід відзначити її документальну цінність. Монографія представляє собою дуже значущий внесок у розвиток описової та документальної лінгвістики і повинна бути перекладена на англійську мову та опублікована в видавництві, яке гарантує її включення у світовий обіг…».
Аксел Голвут: «Особливо слід відзначити статтю [...] «Відображення давньоіндійського середнього роду в циганській», в якій автор показує, що двозначна форма множини іменників чоловічого роду — з нульовим закінченням або з закінченням -а — є продовженням старого протиставлення родів, втраченого в ряді індійських мов. [...] Циганська мова втратила середній род, але зберегла його слід у чисто формальному відрізненні закінчень множини. Це, очевидно, важливе відкриття».
Керівник наукової лабораторії мовної політики та вивчення менших мовніх спільнот Університету імені Адама Міцкевича в Познані Томаш Віхеркевич визначив опис Ослоном кельдерарського діалекту як «повний і зразковий». За його думкою, ця робота може стати «еталоном для граматичного опису певного мовного варіанту, наприклад, під час викладання лінгвістики». Основною проблемою цієї монографії за Віхеркевичем є російська мова видання.
Фредерік Кортланд вважає, що публікація Ослона про розподіл дифтонгів ei ~ ie в литовській мові є «прикладом хибного некритичного застосування методу приписки домінантних схем послідовностям морфем та їх екстраполяції без врахування фонетичного та аналогічного розвитку, що породило наступні акцентуаційні системи, та їх відносної хронології».
Віктор Елшик: [...] чудова, добре науково опрацьована, написана і побудована граматика [...;] безліч тем, особливо синтаксичних, яких раніше не було описано в жодній граматиці або вузькоспеціальному граматичному дослідженні про циганську мову. Граматика [...] може багато в чому надихнути дослідників циганської мови і [...] повинна стати зразком для циганської граматикографії.